# マンナール島
マンナール島（マンナールとう、タミル語: மன்னார் தீவு、シンハラ語: මන්නාරම් දූපත, 英語: Mannar Island）は、スリランカ北西部にある島。行政区画では北部州マンナール県に属する。本土とは細い道と橋、鉄道で繋がっている。長さ25km、幅6.5km、面積100km²で、主に砂で覆われている。

## 概要

### 地理
地理的には、インドとスリランカを結ぶアダムスブリッジの東端を形成する。主な都市はマンナール。
島の北西部にあるタライマンナールは、スリランカ鉄道のマンナール・ラインの終点である。
1914年から1964年まで、インドから船と鉄道を繋いでコロンボまで繋ぐ路線が存在したが、1964年の台風による被害によって終了した。

### 環境
この島には、アフリカからアラブ商人が持ち込んだ種子に由来するバオバブの木が生育している。
また、渡り鳥の中継地となっており、島の南部にはヴァンカライ鳥類保護区が設定されている。一帯には乾燥地帯の低木林と草地、海岸草原、砂丘、マングローブ、塩性湿地、ラグーン、干潟、海草の藻場、浅海域など多様な地形と生態系があり、オナガガモ、オオフラミンゴ、ヒドリガモ、ジュゴン、アオウミガメ、イリエワニおよびギンガメアジ属、フエダイ属を含む60種以上の魚類が生息している。2010年にラムサール条約登録地となった。

### 鉱業
この島には、酸化チタンの原料であるイルメナイト鉱山がある。酸化チタンは塗料やプラスチック、化粧品の原料として使用される。